# Campanula persepolitana
Campanula persepolitana är en klockväxtart som beskrevs av Karl Theodor Kotschy och Pierre Edmond Boissier. Campanula persepolitana ingår i släktet blåklockor, och familjen klockväxter. Inga underarter finns listade i Catalogue of Life.